# Cerro Cachapoal

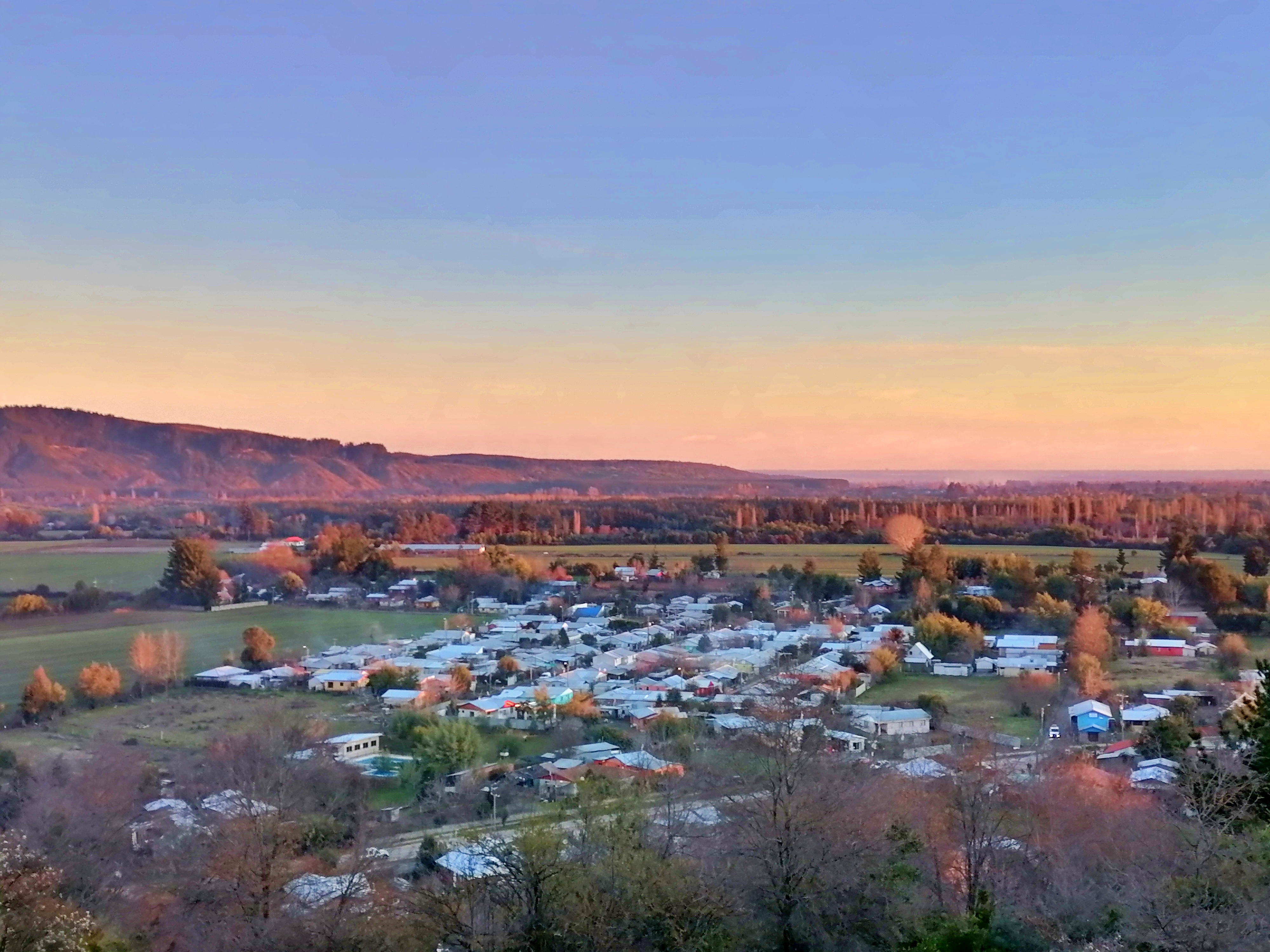
Vista de Cachapoal desde el cerro homónimo

Cerro Cachapoal es un pequeño cerro ubicado al oriente de la comuna de San Carlos.
A sus pies se ubica el Pueblo de Cachapoal que tiene cerca de 5.000 habitantes, aunque también en la cima se encuentra el cementerio del pueblo y algunas casas.
Su altura máxima es de 237 metros (desde el pueblo) y se puede subir a pie o en vehículo, por un camino de ripio.
- Datos: Q5762884